# Octavian Iosim
Octavian Iosim (Cleveland, 5 settembre 1930 – 1988) è stato un pallanuotista e allenatore di pallanuoto rumeno.
Ha fatto parte della Romania che ha partecipato al torneo di pallanuoto ai Giochi di Helsinki 1952.
Vestendo la canotta della squadra nazionale, nella quale ha segnato 10 gol in 13 presenze, ha partecipato, oltre che alle Olimpiadi del 1952, anche agli Europei del 1954, senza qualificarsi alle fasi superiori di queste competizioni. Sempre nel 1954 partecipò, sempre con la pallanuoto, ai Giochi mondiali universitari del 1965, svoltisi a Budapest, contribuendo alla conquista della medaglia di bronzo.
Nel 1963 si è stabilito in Israele, dove ha continuato a giocare, ma soprattutto a lavorare come allenatore della squadra del CS Hapoel di Tel Aviv.